# More than That
"More than That" (em inglês:  "Mais que Isso") foi o terceiro single do álbum Black & Blue de Backstreet Boys, lançado mundialmente em 20 de novembro de 2000. Para promoção do single foi enviado às rádios um CD single promocional com a versão "Special Radio Mix". Teve cerca de seis versões remixes diferentes apesar de vender 800.000 cópias (pouco comparado aos outros singles), o vídeo foi bem votado no TRL dos EUA e ficou no ar até outubro de 2001.

## Faixas
1. "More than That [Special Radio Mix]" - 3:40
2. "More than That [Album Version]" - 3:44
3. "The Call [Neptunes Remix with Rap]" - 4:14
4. "More than That [Hani Mixshow Remix]" - 6:36
5. "More than That [Enhanced Video]"

## Posições no Top 100
- 3º  (Brasil)
- 12º (Reino Unido)
- 15º (Austrália)
- 25º (Alemanha)
- 27º (Estados Unidos)[1]

## Videoclipe
O vídeo foi dirigido por Marcus Raboy e tem cenas da banda cantando num galpão frente a uma tela com imagens como o céu, uma metrópole e um deserto, e dirigindo no meio de aerodores no deserto.